# UCI ProSeries 2020
La UCI ProSeries 2020 fue la primera edición de la competición ciclista que agrupaba las carreras que habían obtenido la licencia ProSeries, siendo el segundo nivel de competición en el orden de importancia del ciclismo de carretera masculino después del UCI WorldTour. Fue creado en el año 2020 por la Unión Ciclista Internacional.
Se inició el 26 de enero de 2020 en Argentina con la Vuelta a San Juan y finalizó el 14 de octubre de 2020 con la Scheldeprijs en Bélgica. En principio, se disputarían 57 competencias en las categorías 1.Pro (carrera de un día) y 2.Pro (carrera por etapas), otorgando puntos a los primeros clasificados de las etapas y a la clasificación final, aunque el calendario podría sufrir modificaciones a lo largo de la temporada con la inclusión de nuevas carreras o exclusión de otras. Sin embargo, debido a la propagación de la pandemia de COVID-19 algunas carreras fueron suspendidas, aplazadas o canceladas para evitar los contagios del coronavirus (COVID-19), celebrándose finalmente 24 pruebas.

## Equipos
Los equipos que podían participar en las diferentes carreras depende de la categoría de las mismas. Los equipos UCI WorldTeam y UCI ProTeam, tenían cupo limitado para competir de acuerdo al año correspondiente establecido por la UCI, los equipos UCI Continentales y selecciones nacionales no tenían restricciones de participación.

## Calendario
Las siguientes fueron las carreras que compusieron el calendario UCI ProSeries para la temporada 2020 aprobado por la UCI.

### Enero
| UCI ProSeries 2020 - enero |                   |       |                 |                       |
| Fecha                      | Carrera           | Clase | Ganador         | Equipo                |
| -------------------------- | ----------------- | ----- | --------------- | --------------------- |
| 26-2                       | Vuelta a San Juan | 2.Pro | Remco Evenepoel | Deceuninck-Quick Step |

### Febrero
| UCI ProSeries 2020 - febrero |                                  |       |                  |                       |
| Fecha                        | Carrera                          | Clase | Ganador          | Equipo                |
| ---------------------------- | -------------------------------- | ----- | ---------------- | --------------------- |
| 5-9                          | Vuelta a la Comunidad Valenciana | 2.Pro | Tadej Pogačar    | UAE Emirates          |
| 7-14                         | Tour de Langkawi                 | 2.Pro | Danilo Celano    | Sapura                |
| 13-16                        | Tour La Provence                 | 2.Pro | Nairo Quintana   | Arkéa Samsic          |
| 16                           | Clásica de Almería               | 1.Pro | Pascal Ackermann | Bora-Hansgrohe        |
| 16                           | Trofeo Laigueglia                | 1.Pro | Giulio Ciccone   | Selección de Italia   |
| 19-23                        | Vuelta al Algarve                | 2.Pro | Remco Evenepoel  | Deceuninck-Quick Step |
| 19-23                        | Vuelta a Andalucía               | 2.Pro | Jakob Fuglsang   | Astana                |
| 29                           | Faun-Ardèche Classic             | 1.Pro | Rémi Cavagna     | Deceuninck-Quick Step |

### Marzo
| UCI ProSeries 2020 - marzo |                        |       |                |                       |
| Fecha                      | Carrera                | Clase | Ganador        | Equipo                |
| -------------------------- | ---------------------- | ----- | -------------- | --------------------- |
| 1                          | Kuurne-Bruselas-Kuurne | 1.Pro | Kasper Asgreen | Deceuninck-Quick Step |
| 1                          | Drôme Classic          | 1.Pro | Simon Clarke   | EF                    |

### Julio
| UCI ProSeries 2020 - julio |                 |       |                 |                       |
| Fecha                      | Carrera         | Clase | Ganador         | Equipo                |
| -------------------------- | --------------- | ----- | --------------- | --------------------- |
| 28-1                       | Vuelta a Burgos | 2.Pro | Remco Evenepoel | Deceuninck-Quick Step |

### Agosto
| UCI ProSeries 2020 - agosto |                          |       |                  |               |
| Fecha                       | Carrera                  | Clase | Ganador          | Equipo        |
| --------------------------- | ------------------------ | ----- | ---------------- | ------------- |
| 3                           | Gran Tríptico Lombardo   | 1.Pro | Gorka Izagirre   | Astana        |
| 5                           | Milán-Turín              | 1.Pro | Arnaud Démare    | Groupama-FDJ  |
| 12                          | Gran Piemonte            | 1.Pro | George Bennett   | Jumbo-Visma   |
| 15                          | Dwars door het Hageland  | 1.Pro | Jonas Rickaert   | Alpecin-Fenix |
| 16-19                       | Tour de Valonia          | 2.Pro | Arnaud Démare    | Groupama-FDJ  |
| 18                          | Giro de Emilia           | 1.Pro | Aleksandr Vlasov | Astana        |
| 30                          | Brussels Cycling Classic | 1.Pro | Tim Merlier      | Alpecin-Fenix |

### Septiembre
| UCI ProSeries 2020 - septiembre |                    |       |              |                  |
| Fecha                           | Carrera            | Clase | Ganador      | Equipo           |
| ------------------------------- | ------------------ | ----- | ------------ | ---------------- |
| 15-19                           | Tour de Luxemburgo | 2.Pro | Diego Ulissi | UAE Emirates     |
| 17                              | Coppa Sabatini     | 1.Pro | Dion Smith   | Mitchelton-Scott |

### Octubre
| UCI ProSeries 2020 - octubre |                   |       |                    |                       |
| Fecha                        | Carrera           | Clase | Ganador            | Equipo                |
| ---------------------------- | ----------------- | ----- | ------------------ | --------------------- |
| 7                            | Flecha Brabanzona | 1.Pro | Julian Alaphilippe | Deceuninck-Quick Step |
| 11                           | París-Tours       | 1.Pro | Casper Pedersen    | Sunweb                |
| 14                           | Scheldeprijs      | 1.Pro | Caleb Ewan         | Lotto Soudal          |